# Bruit d'impact
Le bruit d’impact (ou bruit de choc) est transmis par une paroi, une surface, mise en vibration par une collision.
Il constitue, dans le monde du bâtiment, un type de pollution sonore dans la catégorie des bruits solidiens, contrairement aux bruits aériens, non surfaciques, générés par des sources qui n'ont aucun contact avec les structures des bâtiments.
Cette énergie injectée dans les structures des bâtiments peut notamment être issue de pas, de chutes d’objets, de déplacements de meubles ou de clouages dans des murs.
Sa propagation dans les locaux voisins est conditionnée à la nature des planchers, des revêtements de sol et des parois et cloisons.
Son niveau, en décibels (dB), lui, dépend intégralement de la pression acoustique qu’il génère, et donc de la puissance donnée au coup.
Le niveau de bruit de choc standardisé, correspondant à la durée de réverbération de référence dans le local de réception, est défini par  L′nT.
Il est peut être qualifié de « nuisance sonore » au-delà d’un certain niveau. À ce titre, le dossier thématique « étude sur la performance acoustique des bâtiments de logements collectifs anciens », porté par l’Association Qualitel, confirme cette qualification, dans 60 % des cas.

## Réglementation acoustique en vigueur
La réglementation acoustique des bâtiments neufs comporte des exigences de niveaux d'isolement des locaux aux bruits de chocs.
L’article 4 de l'arrêté du 30 juin 1999 relatif aux caractéristiques acoustiques des bâtiments d'habitation impose un niveau maximal de 58 dB (A) pour la transmission des bruits d'impact entre appartements.
Les locaux dans lesquels les bruits d’impact ne sont que très occasionnels ne sont pas concernés par cette réglementation.
Parmi eux, les balcons et loggias qui ne sont pas situés directement au-dessus de pièces principales, les escaliers, lorsqu'un ascenseur dessert le bâtiment ou les locaux techniques.
Pour les autres locaux, le niveau de pression pondéré du bruit de choc standardisé ne doit pas dépasser les limites rappelées dans le présent tableau, lorsque les chocs sont produits par une machine à chocs normalisés, sur le sol des locaux d’émission cités :
| Type de bâtiment                                                       | Local d'émission                                                                               | L′nT,w en dB dans le local de réception |
| ---------------------------------------------------------------------- | ---------------------------------------------------------------------------------------------- | --------------------------------------- |
| Etablissements d'enseignement (article 3 de l'arrêté du 25 avril 2003) | Atelier bruyant, salle de sport                                                                | 45 dB                                   |
| Etablissements d'enseignement (article 3 de l'arrêté du 25 avril 2003) | Salle d'exercice d'une école maternelle                                                        | 55 dB                                   |
| Etablissements d'enseignement (article 3 de l'arrêté du 25 avril 2003) | Autres locaux normalement accessibles, extérieurs au local de réception considéré              | 60 dB                                   |
| Etablissements de santé (article 3 de l'arrêté du 25 avril 2003)       | Locaux extérieurs au local de réception, à l'exception des locaux techniques                   | 60 dB                                   |
| Hôtels (article 3 de l'arrêté du 25 avril 2003)                        | Locaux normalement accessibles, extérieurs à la chambre de réception et à ses locaux privatifs | 60 dB                                   |

## Solutions pour réduire le bruit d'impact
Diverses méthodes, idéalement préconisées par les acousticiens, permettent de limiter la propagation du bruit d’impact.
Elles peuvent notamment consister à :
- désolidariser des structures ;
- renforcer l’homogénéité des parois murales ;
- isoler plancher et plafonds et les renforcer avec des composants antivibratiles[12] ;
- réaliser des chapes flottantes ou alvéolées[13] ;
- favoriser l’utilisation de matériaux denses et doubles (système masse-ressort) ;
- préférer certains revêtements de sol acoustiques, à faible transmission d’onde sonore[14] ;